# Ministeri dels Afers de Crimea
El Ministeri pels Afers de Crimea (en rus: Министерство Российской Федерации по делам Крыма) és un ministeri federal del Govern de Rússia establert el 31 de març de 2014.
Aquest ministeri és el responsable d'integrar la República de Crimea i la ciutat de Sevastopol dins el sistema financer i legal de Rússia, com també del desenvolupament econòmic i Social de Crimea i la ciutat de Sevastopol. Aquest ministeri es va formar per decret presidencial de Vladímir Putin, qui va nomenar l'economista, Oleg Savelyev com a ministre federal.

## Història
L'11 de març de 2014, en el decurs de la crisi de Crimea, el Parlament de Crimea i el Consell de la ciutat de Sevastopol, van emetre una carta intentant declarar-se de manera unilateral independents d'Ucraïna. Aquesta declaració es va fer tractant de legitimar un referendum sobre l'estatus de Crimea perquè es votés o bé romandre a Ucraïna, o bé integrar-se a Rússia.
El 16 de març de 2014, una gran majoria (96,77% del 81,36% de la població de Crimea que va votar) va votar en favor de la independència de Crimea i de la unió amb Rússia com una federació.
El 18 de març de 2014, l'autoproclamada República de Crimea signà un tractat d'adhesió amb la Federació Russa. L'adhesió només va ser reconeguda formalment per part de Rússia, a més d'uns pocs estats consdiderats satèl·lits de Rússia.
El 19 de març de 2014, les forces militars d'Ucraïna es van començar a retirar de Crimea i el 31 de març es va establir el Ministeri (rus) pels Afers de Crimea.